# Borki Małe (Białoruś)
Borki Małe – dawny folwark. Tereny, na których był położony, leżą obecnie na Białorusi, w obwodzie witebskim, w rejonie mołodeckim, w sielsowiecie Połoczany.

## Historia
W czasach zaborów w granicach Imperium Rosyjskiego.
W latach 1921–1939 folwark leżał w Polsce, w województwie wileńskim, w powiecie wołożyńskim, a od 1927 w powiecie mołodeckim, w gminie Połoczany.
W 1931 w 2 domach zamieszkiwało 25 osób.
Miejscowość należała do parafii rzymskokatolickiej w Horodziłowie i prawosławnej w Hruzdowie. Podlegała pod Sąd Grodzki w Mołodecznie i Okręgowy w Wilnie; właściwy urząd pocztowy mieścił się w Połoczanach.